# The Miseries
The Miseries is een Nederlandse garagerockband uit Hoorn, met onder andere Tim Knol in de geledingen.

## Biografie
The Miseries werd in 2013 opgericht in Hoorn door Tim Knol, diens vaste drummer Kees Schaper en medemuzikant Eric Lensink. Knol, die voornamelijk bekendstond om zijn singer-songwritermateriaal, wilde een band starten waarin hij zijn voorliefde voor punk kwijt kon en trof gelijkgestemden in Schaper en Lensink. Een dag na het voornemen om de band te starten nam het drietal enkele nummers op in de MI5 geluidsstudio in Hoorn, waarvan Lensink eigenaar is.
Op 6 mei 2013 verscheen het nummer Cracking up op YouTube. Op 5 augustus presenteerde Knol zijn nieuwe band middels een interview op de website van 3VOOR12. Op 1 september werd de 7" vinylsingle Cracking up gepresenteerd op de Onafhankelijke Label Markt in de Tolhuistuin in Amsterdam. De single werd uitgegeven door Tender Records en verspreid door Excelsior Recordings.
In 2014 pakte de band de draad serieus op en werd gitarist Melle Boersma, die eerder met Knol en Schaper in de band BeRightBack speelde, toegevoegd aan de bezetting. In juni speelde de band op het Oerol Festival en trad ze live op bij de AVRO voor Opium TV. Hierna speelde de band nog diverse clubshows, in onder andere Vera en De Melkweg. In januari 2015 verscheen er een videoclip bij het nummer Skinflint.
Eind 2014 werkte de band in de studio van Lensink aan nieuwe nummers, dat resulteerde in een volledig album. Het album werd in april 2015 uitgebracht op Excelsior Recordings en verstuurd aan de leden van de Excelsior Supportersclub. Op 5 april werd het album gepresenteerd in Bitterzoet, een bij-locatie van Paradiso Amsterdam.

## Bandleden
- Tim Knol - zang en elektrische gitaar
- Eric Lensink - basgitaar
- Kees Schaper - drums
- Melle Boersma - elektrische gitaar

## Discografie

### Albums
| Album met eventuele hitnotering(en) in de Nederlandse Album Top 100 | Datum van verschijnen | Datum van binnenkomst | Hoogste positie | Aantal weken | Opmerkingen |
| ------------------------------------------------------------------- | --------------------- | --------------------- | --------------- | ------------ | ----------- |
| The Miseries                                                        | 2015                  |                       |                 |              |             |

### Singles
| Single met eventuele hitnotering(en) in de Nederlandse Top 40 | Datum van verschijnen | Datum van binnenkomst | Hoogste positie | Aantal weken | Opmerkingen                    |
| ------------------------------------------------------------- | --------------------- | --------------------- | --------------- | ------------ | ------------------------------ |
| Cracking up                                                   | 01-09-2013            | -                     | -               | -            | vinylsingle in beperkte oplage |
| Skinflint                                                     | 23-11-2014            | -                     | -               | -            | promotiesingle                 |